# Giants Stadium
El Giants Stadium fue un estadio multiusos ubicado en el suburbio de East Rutherford, al sur del condado de Bergen, en el estado de Nueva Jersey, Estados Unidos.
Principalmente era utilizado como estadio de fútbol americano. Inaugurado en 1976, era la casa de los New York Giants como el propio nombre del estadio indica aunque posteriormente los New York Jets ejerciesen también como locales.
Fue una de las subsedes de la Copa Mundial de Fútbol de 1994, así como también de la Copa Mundial Femenina de Fútbol de 1999, ambos eventos celebrados en Estados Unidos.
El Giants Stadium era conocido popularmente con el sobrenombre de The Meadowlands y se encontraba inserto dentro del Meadowlands Sports Complex. Era administrado por la New Jersey Sports & Exposition Authority (NJSEA).
Este recinto además fue sede del New York Cosmos de la NASL (1977−1984), de los New Jersey Generals de la USFL (1983−1985), de los New York/New Jersey Knights de la WLAF (1991−1992) y de los New York/New Jersey Hitmen de la XFL (2001).
En último partido del estadio se jugó el 3 de enero de 2010 y fue demolido el 4 de febrero del mismo año. La parcela en donde se encontraba el Giants Stadium actualmente es el aparcamiento del MetLife Stadium.

## Historia
El partido inaugural del 10 de octubre de 1976 enfrentó a los New York Giants contra los Dallas Cowboys, con triunfo para Dallas por 24 a 14.
El 2 de octubre de 2009, durante la gira Working on a Dream, Bruce Springsteen dio inicio al concierto en el Giants Stadium con la recién compuesta canción, expresamente para la ocasión, "Wrecking Ball" (en castellano, Bola de demolición, canción que a su vez da nombre al nuevo disco de 2012), dedicada a la demolición del histórico estadio que ha acogido innumerables conciertos suyos.

## Eventos

### Mundial de Fútbol de 1994

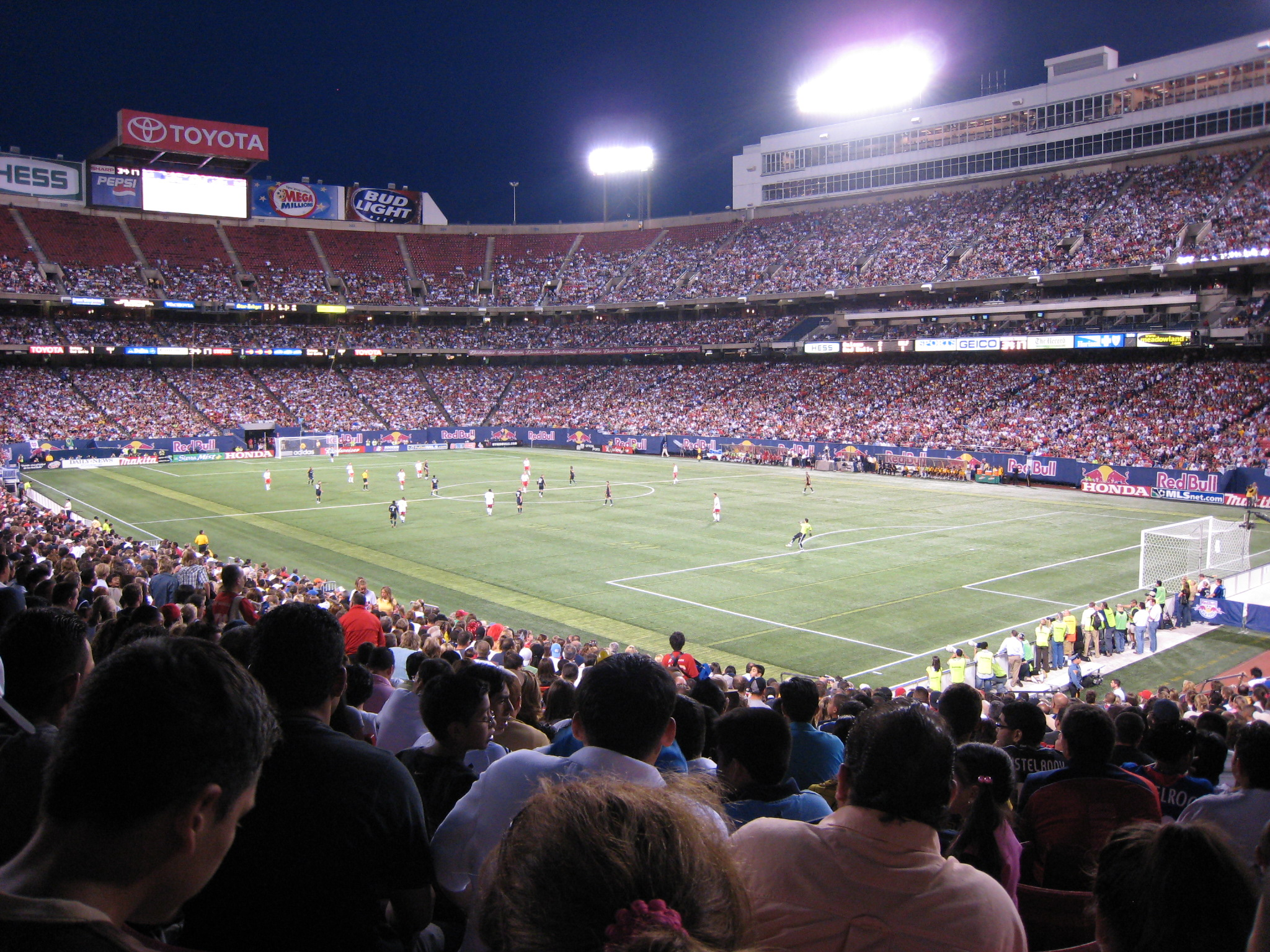
Imagen interior.

El Giants Stadium logró ser una de las subsedes de la Copa Mundial de Fútbol de 1994. En este recinto se disputaron 4 de los 36 partidos de la primera fase.
Tres de estos cuatro partidos fueron válidos por el grupo E. El primero de ellos, correspondiente al cuarto partido de la primera ronda (4), se disputó el 18 de junio de 1994 y enfrentó a las selecciones de Italia e Irlanda, con un triunfo para estos últimos 0:1, gracias a un gol de Ray Houghton. El 23 de junio se disputó el décimo sexto partido del torneo (16), en donde la selección italiana venció por 0:1 a Noruega, con un gol marcado por Dino Baggio. Finalmente, el tercero de estos partidos, disputado el 28 de junio y que correspondió al vigésimo noveno partido de la primera ronda (29), finalizó con un empate 0:0 entre la selección irlandesa y su similar de Noruega.
El 25 de junio se jugó el vigésimo segundo partido de la primera ronda (22), correspondiente al grupo F. En este encuentro, la selección de Arabia Saudita venció por 2:1 al equipo marroquí. Los goles de Arabia Saudita fueron anotados por Sami Al Jaber y Fuad Amin, mientras que el gol de Marruecos fue marcado por Mohammed Chaouch.
Además, en este recinto deportivo se disputaron 4 de los 16 partidos de la segunda fase.
Se disputó el último partido de los octavos de final (49) el 5 de julio, donde se enfrentaron las selecciones de México y de Bulgaria. El partido finalizó empatado 1:1, con los goles anotados por Alberto García Aspe para los mexicanos y por Hristo Stoichkov para los búlgaros. El encuentro finalmente se definió por penales, donde los europeos se impusieron por 3:1.
El 10 de julio se disputó el cuarto partido de los cuartos de final (47), donde se enfrentaron las selecciones de Bulgaria y de Alemania. La selección alemana finalmente cayó derrotada por 2:1. Los goles de Bulgaria fueron convertidos por Stoichkov y Letchkov, mientras que la única cifra alemana fue marcada por Lothar Matthäus.
Se disputó el primer partido de las semifinales (49), el 13 de julio, donde se enfrentaron las selecciones de Bulgaria e Italia, con un triunfo de 1:2 a favor de los italianos, con dos goles convertidos por Roberto Baggio. El descuento búlgaro fue obra de Hristo Stoichkov.

### Copa Mundial Femenina de Fútbol de 1999
El Giants Stadium, como subsede de la Copa Mundial Femenina de Fútbol de 1999, albergó 4 de los 32 partidos del certamen, todos válidos por la primera fase.
En el partido inaugural del torneo, disputado el 19 de junio y correspondiente al grupo A, se enfrentó la selección estadounidense contra la selección danesa. El resultado fue un categórico triunfo de 3:0 a favor de Estados Unidos, con goles de Mia Hamm, Julie Foudy y Kristine Lilly. El mismo día se disputó el cuarto partido de la primera fase (4), válido por el grupo B, donde Brasil goleó por 7:1 a su similar mexicano, mediante los goles convertidos por Pretinha, Sissi (ambas en tres ocasiones) y Kátia, mientras que el descuento fue marcado por Maribel Domínguez.
El 26 de junio también se disputaron dos encuentros en este recinto. En el vigésimo segundo encuentro del certamen (22), válido por el grupo C, la selección rusa goleó por 1:4 a Canadá; los goles rusos fueron marcados por Irina Grigorieva, Elena Fomina (en dos oportunidades) y Olga Karasseva, mientras que el único gol canadiense fue obra de Charmaine Hooper. A continuación se disputó el vigésimo tercer encuentro de la primera fase (23), válido por el grupo D, donde la selección de fútbol de China venció por 3:1 al combinado australiano, con goles marcados por Sun Wen (en dos ocasiones) y Liu Ying para las chinas, y por Cheryl Salisbury para las australianas.

### Supercopa Italiana de 2003
El 3 de agosto del año 2003 el Giants Stadium fue sede de la final de la Supercopa Italiana 2003 que enfrentó a los campeones correspondientes de la Serie A (Italia) y de la Copa Italia de la temporada 2002-2003, la Juventus y el AC Milan que se volvieron a ver las caras en una final luego de un mes, ya que el 23 de mayo de 2003 se enfrentaron en el Old Trafford de Mánchester por la final de la Final de la Liga de Campeones de la UEFA 2002-03 donde los rojinegros se impusieron a los piemonteses en la tanda de penales por 3-2. Esta vez, los piemonteses de la Juventus vencieron tras un 1-1 reglamentario por 5-3 en la tanda de penales logrando su tercer título de Supercopa Italiana.

## Resultados en eventos de importancia

### Copa Mundial de Fútbol de 1994
| Fecha               | Equipo #1 | Resultado      | Equipo #2      | Ronda            | Asistencia |
| ------------------- | --------- | -------------- | -------------- | ---------------- | ---------- |
| 18 de junio de 1994 | Italia    | 0–1            | Irlanda        | Group E          | 75,338     |
| 23 de junio de 1994 | Italia    | 1–0            | Noruega        | Group E          | 74,624     |
| 25 de junio de 1994 | Marruecos | 1–2            | Arabia Saudita | Group F          | 76,322     |
| 28 de junio de 1994 | Irlanda   | 0–0            | Noruega        | Group E          | 72,404     |
| 5 de julio de 1994  | México    | 1–1 (1–3 pen.) | Bulgaria       | Octavos de final | 71,030     |
| 10 de julio de 1994 | Bulgaria  | 2–1            | Alemania       | Cuartos de final | 72,000     |
| 13 de julio de 1994 | Bulgaria  | 1–2            | Italia         | Semifinal        | 74,110     |

### Mundial Femenino de Fútbol de 1999
| Fecha               | Equipo #1      | Resultado | Equipo #2 | Ronda   | Asistencia |
| ------------------- | -------------- | --------- | --------- | ------- | ---------- |
| 19 de junio de 1999 | Estados Unidos | 3–0       | Dinamarca | Grupo A | 78,972     |
| 19 de junio de 1999 | Brasil         | 7–1       | México    | Grupo B | 78,972     |
| 26 de junio de 1999 | Canadá         | 1–4       | Rusia     | Grupo C | 29,401     |
| 26 de junio de 1999 | China          | 3–1       | Australia | Grupo D | 29,401     |

### Supercopa Italiana 2003
| Fecha              | Equipo #1 | Resultado      | Equipo #2 | Ronda | Asistencia |
| ------------------ | --------- | -------------- | --------- | ----- | ---------- |
| 5 de julio de 1994 | Juventus  | 1–1 (5–3 pen.) | AC Milan  | Final | 54,128     |

## Acceso
El Giants Stadium estaba ubicado en el Meadowlands Sports & Entertainment Complex (Complejo de Deportes y Entretenimiento Meadowlands), 50 State Route 120, East Rutherford, Nueva Jersey.

## Datos curiosos y otros eventos
- 1 de octubre de 1977: Pelé juega su último partido como futbolista profesional, en el encuentro amistoso entre el NY Cosmos, su último equipo profesional, y el Santos FC, donde desarrolló casi la totalidad de su carrera, jugando el primer tiempo con el conjunto estadounidense y el segundo con el brasilero.

- Entre agosto y septiembre de 1985: Bruce Springsteen y la E Street Band realizaron 6 conciertos por su gira Born in the U.S.A. Tour.

- 5 de octubre de 1995: la misa celebrada por el papa Juan Pablo II frente a 82 948 espectadores establece el récord absoluto de presencias a un evento en el Giants Stadium.

- 7 de julio de 2007: en el Giants Stadium, se llevó a cabo el show del Live Earth. Los artistas que formaron parte de él fueron: Kenna, KT Tunstall, Taking Back Sunday, Keith Urban, Ludacris, AFI, Fall Out Boy, Akon, John Mayer, Melissa Etheridge, Alicia Keys, The Dave Matthews Band, Kelly Clarkson, Kanye West, The Smashing Pumpkins, Roger Waters, Bon Jovi y The Police.

- 18 de agosto de 2007: el partido entre los New York Red Bulls y el LA Galaxy, con 66 237 espectadores, establece el récord de presencias en un mismo partido de MLS en el Giants Stadium.